# وعلان
الوعلان (الاسم العلمي: Commelina) هو جنس من النباتات يتبع الفصيلة الوعلانية من رتبة الوعلانيات.